# Rivière Sainte-Anne (Les Chenaux)
Pour les articles homonymes, voir Rivière Sainte-Anne.
La rivière Sainte-Anne, Teyaiar (Rivière)  - Variante traditionnelle en langue Wendat, aussi simplement appelé la Sainte-Anne, est un affluent de la rive nord du Saint-Laurent, dont l'embouchure se retrouve à Sainte-Anne-de-la-Pérade. Cette rivière coule dans la province de Québec, au Canada, dans les régions administratives de Capitale-Nationale et de Mauricie.
Le bas de la rivière est bien connu pour sa pêche sur glace au poulamon atlantique qui se pratique habituellement de la fin décembre jusqu'à mars. Le village de pêche de Sainte-Anne-de-la-Pérade composé de centaines de cabanes à pêche accueille des dizaines de milliers de visiteurs chaque année.
Cette rivière est également connue régionalement pour ses inondations, notamment à Saint-Raymond et parfois à Saint-Casimir.
Hormis les zones de village, la foresterie, les activités récréotouristiques et l'agriculture sont les principales activités économiques de ce bassin versant.

## Toponymie
L'origine du nom de la rivière est inconnue. Samuel de Champlain lui attribua le nom de rivière Sainte-Marie en 1609 sans indiquer ses motifs. Elle fut inscrite sous le nom de rivière Sainte-Anne sur la carte de Jean Bourdon de 1641, appellation qui s'imposa rapidement. Les Hurons, quant à eux, la nomment Telahiar.
Le toponyme « rivière Sainte-Anne » a été officialisé le 5 décembre 1968 à la Commission de toponymie du Québec.

## Histoire
La rivière était connue par les Iroquoiens du Saint-Laurent qui y pratiquaient déjà la pêche blanche vers l'an 1000.
La population de poulamon atlantique fut redécouverte dans la rivière en 1938. La pêche blanche devint rapidement une activité prisée développant un village allant jusqu'à 1 200 cabanes. La pression combinée de la pêche commerciale et la pêche sportive provoquèrent le déclin de la population du poisson. Pour remédier à ce déclin, un moratoire sur la pêche commerciale fut décrété en 1992 ce qui permit à la population de poulamon de se rétablir.

## Géographie

### Cours
À partir du pont routier (route forestière R00300) enjambant la rivière Sainte-Anne, à l'embouchure du lac Sainte-Anne, le cours de la rivière coule sur environ 123 km avec une dénivellation de 651 m, selon les segments suivants :
- vers le sud-est notamment en traversant le lac Gabriella (altitude : 651 km) et le lac Georgiana (altitude : 651 km) jusqu'au barrage à sa décharge ;
- vers l'est en formant un crochet vers le nord jusqu'à la confluence de la décharge du lac Henry venant du sud ;
- vers l'est, en formant un S, jusqu'à la décharge venant du nord d'un ensemble de lacs dont les lacs Holcombe et Nolin ;
- vers le sud, dans une vallée encaissée en passant du côté ouest du mont des Chutes, jusqu'à la décharge d'un lac venant de l'est ;
- vers le sud, dans une vallée encaissée, jusqu'au ruisseau Markham venant de l'est ;
- vers le sud, dans une vallée encaissée en formant deux crochets vers l'est en fin de segment, jusqu'à la rivière Chézine venant du nord-ouest ;
- vers le sud, dans une vallée encaissée, jusqu'au ruisseau du Pimbina venant du nord-ouest ;
- vers le sud, en traversant une petite plaine en recueillant la décharge du lac Chauveau venant du nord-ouest puis en bifurquant vers l'est jusqu'à la confluence de la rivière Tourilli venant du nord-est ;
- vers le sud, en contournant quelques îles, jusqu'à la confluence de la rivière Talayarde venant du nord-ouest ;
- vers le sud, dans une vallée encaissée, jusqu'à la confluence de la rivière Verte venant du nord-ouest ;
- vers le sud d'abord en contournant une île puis une seconde île passant du côté ouest du mont Laura-Plamondon et traversant le village de Saint-Raymond, puis, en bifurquant vers l'ouest, jusqu'au bras du Nord venant du nord-ouest ;
- vers le sud, en passant devant le hameau Chute-Panet (rive gauche) en formant une boucle vers l'est désignée pointe Basse, puis bifurquant vers le sud-ouest jusqu'aux chutes Ford situées près du Domaine-des-Chutes-Sud (rive gauche) et du Domaine-des-Chutes-Nord (rive droite) ;
- vers le sud en passant sous le pont routier désigné ponts des Cascades, et en passant du côté ouest du village de Sainte-Christine-d'Auvergne, jusqu'à la confluence de la rivière Jacquot venant du nord-ouest ;
- vers le sud en traversant des rapides, en formant une boucle vers l'est, puis en traversant d'autres séries de rapides, jusqu'à la décharge d'un lac non identifié venant de l'ouest ;
- vers le sud en formant deux boucles vers l'est, et  en passant devant le village de Saint-Alban, jusqu'au barrage de Saint-Alban ;
- vers le sud-ouest, jusqu'à un coude de rivière correspondant à une petite baie s'étirant vers l'ouest ;
- vers le sud en formant une courbe vers l'est pour passer près du hameau Trou du Diable, jusqu'au pont ferroviaire ;
- vers le sud-ouest, en contournant une douzaine de petites îles, jusqu'à la confluence de la rivière Noire venant du nord-ouest ;
- vers le sud en courbant légèrement vers l'ouest pour passer sous le pont du village de Saint-Casimir, en recueillant les eaux de la rivière Niagarette venant de l'ouest, puis en courbant vers le sud-ouest et en contournant l'île à Leboeuf, jusqu'au Village-Sainte-Catherine situé sur la rive droite) ;
- vers le sud en traversant plusieurs séries de rapides dont le rapide Sud et le rapide d'en Bas, ainsi qu'en contournant les îles Tessier et à Sadoth, jusqu'à la rivière Charest venant du nord-ouest ;
- vers l'est jusqu'aux deux ponts de l'autoroute 40 ;
- vers l'est en recueillant le ruisseau Montée d'Enseigne venant du nord, en passant sous le pont ferroviaire et en courbant vers le sud-est jusqu'au pont du village ;
- vers le sud en contournant l'île Lacoursière située face au hameau L'Île-à-Lafond (rive droite), jusqu'à son embouchure dans l'estuaire du Saint-Laurent[5].

### Topographie
La Sainte-Anne commence son cours à 662 m d'altitude dans les Laurentides, dans la Réserve faunique des Laurentides, soit à l'embouchure du lac Sainte-Anne dans le territoire non organisé de Lac-Croche et la réserve faunique des Laurentides. Le lac Sainte-Anne comporte une longueur de 4,8 km et une largeur de 0,5 km. La rivière coule principalement en direction sud-ouest sur une longueur de 123 km jusqu'à Sainte-Anne-de-la-Pérade, pour finalement se jeter dans le fleuve Saint-Laurent au niveau de la mer. La pente moyenne de la rivière est de 5,31 m/km, mais elle est plus prononcée dans les 15 premiers kilomètres en amont.
En aval de Saint-Alban, elle s'engouffre dans des gorges creusées dans les calcaires du groupe de Trenton. À proximité, on retrouve aussi le Trou du Diable à Saint-Casimir, qui avec ses 980 m, est la deuxième plus longue grotte accessible au Québec. Elle a été créée par un petit affluent de la rivière Sainte-Anne.
La confluence de la rivière Sainte-Anne avec le fleuve Saint-Laurent se situe à 4,7 km en aval de la confluence de la rivière Batiscan.

### Bassin versant
Le bassin hydrographique, d'une superficie de 2 706,34 km2, est situé dans les régions administratives de la Capitale-Nationale et la Mauricie et couvre les municipalités régionales de comté de Portneuf, de La Jacques-Cartier, des Chenaux et de Mékinac. À l'échelle locale, 21 municipalités et trois territoires non organisés sont situés entièrement ou partiellement dans le bassin de la rivière.
La Sainte-Anne traverse deux provinces géologiques. En amont de Saint-Alban, dans les Laurentides, le sous-sol est composé de roches ignées et métamorphiques, principalement du gneiss et du granite, résistantes à l'érosion. La rivière pénètre dans les basses-terres du Saint-Laurent à l'aval de Saint-Alban et la roche mère est principalement constituée de calcaire et de schiste du Paléozoïque.
Le tout est recouvert de dépôts marins et continentaux du Quaternaire, dont l'épaisseur est d'environ 40 m dans les basses-terres du Saint-Laurent et inférieure à 5 m dans les Laurentides.
Les principaux affluents de la rivière sont, d'amont en aval, la rivière Tourilli, la rivière Chézine, la rivière Talayarde, le bras du Nord, la rivière Jacquot, la rivière Noire, la rivière Blanche, la rivière Niagarette et la rivière Charest. Il comprend aussi 900 km de cours d'eau. Le bassin comprend 828 lacs dont les plus importants sont les lacs Montauban, Long, Blanche, Carillon et Clair.
Son débit moyen à son embouchure est de 78 m3/s.

### Aménagement
On trouve cinq barrages sur la rivière Sainte-Anne, dont trois servent à la production hydroélectrique. Celles-ci sont les centrales de Saint-Alban (8,2 MW), des Chutes-à-Gorry (10,76 MW) et Glenford (4,2 MW).

## Population
On estime qu'il y avait environ 16 000 personnes qui vivaient dans le bassin de la Sainte-Anne en 2001. La ville de Saint-Raymond possède à elle seule la moitié de la population du bassin. Quatre autres villages sont situés sur le cours de la rivière, soit Sainte-Christine-d'Auvergne, Saint-Alban, Saint-Casimir et Sainte-Anne-de-la-Pérade.

## Milieux naturels
Le nord du bassin est compris dans les zones d'exploitation contrôlée de la Rivière-Blanche et Batiscan-Neilson ainsi que la réserve faunique des Laurentides. Le sud-ouest du bassin est inclus dans le parc naturel régional de Portneuf.
La forêt domine en occupant 80 % du bassin hydrographique. La forêt publique, qui inclut 56 % de la superficie forestière, est composée de 58 % de forêts mixtes, de 26 % de conifères et de 16 % de feuillus. Le bassin s'étend sur quatre domaines bioclimatiques, soit l'érablière à tilleul, l'érablière à bouleau jaune, la sapinière à bouleau jaune et la sapinière à bouleau blanc.
La rivière et ses affluents sont fréquentés par 33 espèces de poisson. Les principales espèces servant à la pêche sportive vivant dans la rivière sont l'omble de fontaine (Salvelinus fontinalis), le doré jaune (Sander vitreus) et l'achigan à petite bouche (Micropterus dolomieu).
La rivière est aussi reconnue comme étant une frayère importante du poulamon atlantique (Microgadus tomcod). Il y aurait entre 600 et 800 millions d'individus qui viennent se reproduire dans la rivière entre décembre et février dont deux millions sont pêchés chaque année. La frayère aurait été créée en 1894 par un important glissement de terrain à Saint-Alban, donnant à la rivière un fond de sable et de gravier idéal pour la reproduction du poisson.

### Faune

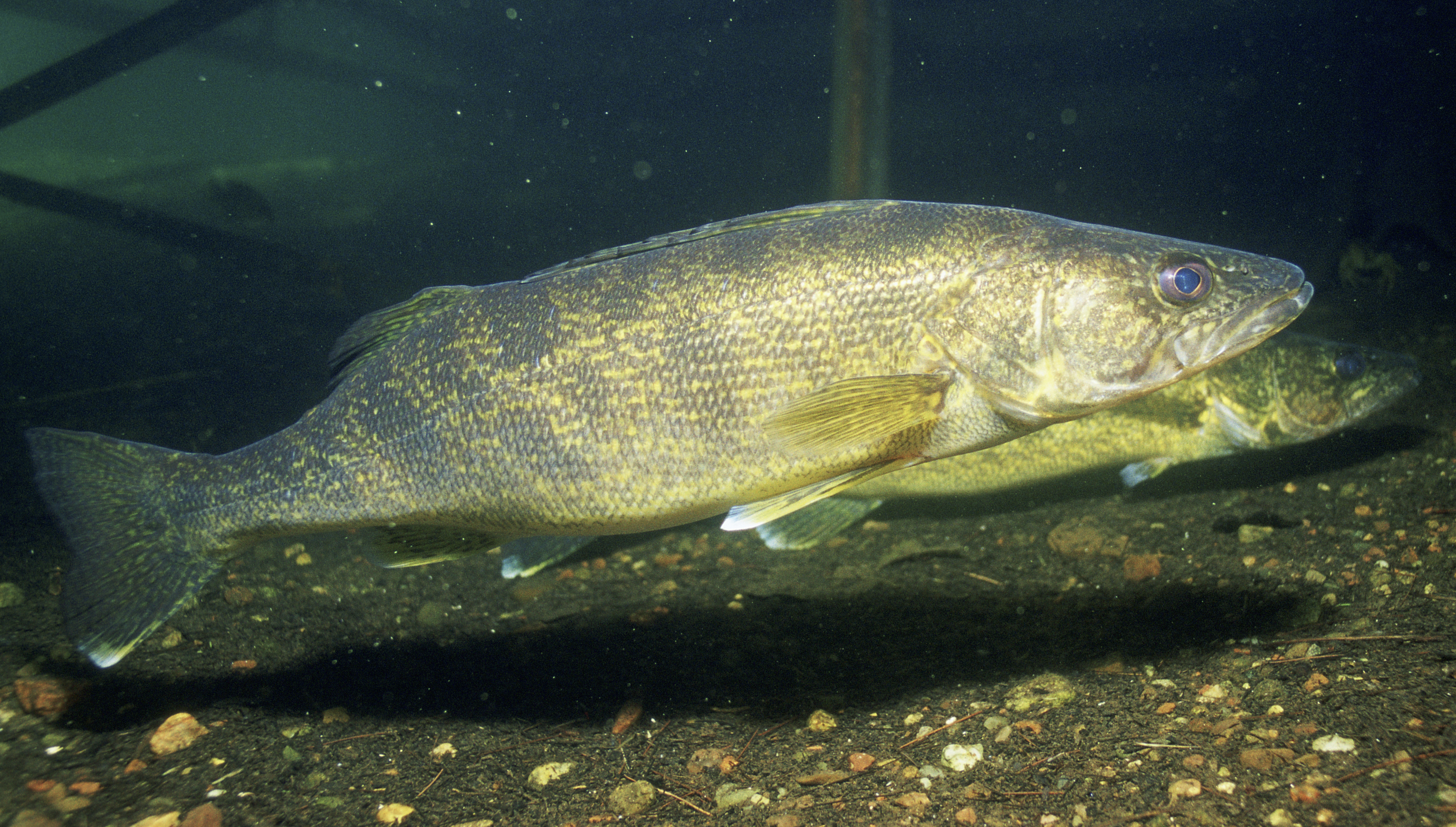
Stizostedion vitreum Mittchill. — Doré jaune. — (Walleye).

Parmi les 27 espèces de poissons mentionnés dans la liste ci-dessous, le Cottus ricei Nelson, le Cottus bairdii Girard, et Margariscus margarita Cope ont été échantillonnés par le ministère des Ressources naturelles et de la Faune entre 2003 et 2006, les autres, par la Corporation d'Aménagement et de Protection de la Sainte-Anne (CAPSA), en 2002,,.
- Alosa sapidissima. —Alose savoureuse. — (American Shad).
- Ambloplites rupestris Rafinesque. — Crapet de roche. — (Rock Bass).
- Ameiurus nebulosus Lesueur. — Barbotte brune. — (Brown catfish, Brown bullhead, Bullhead, Catfish, Common bullhead, Common catfish).
- Catostomus catostomus Forster. — Meunier rouge — (Longnose Sucker).
- Catostomus commersonii Lacepède. — Meunier noir — (White sucker).
- Cottus bairdii Girard. —Chabot tacheté. — (Mottled Sculpin.
- Cottus ricei Nelson. — Chabot à tête plate. — (Spoonhead sculpin).
- Culaea inconstans Kirtland. — Épinoche à cinq épines. — (Brook stickleback)
- Etheostoma flabellare Rafinesque  — Dard barré. — (Fantail darter).
- Etheostoma nigrum Rafinesque— Raseux-de-terre noir — (Johnny Darter).
- Fundulus diaphanus Lesueur. — Fondule barré. — (Banded killifish).
- Gasterosteus aculeatus Linnaeus. — Épinoche à trois épines. — (Three-spined stickleback).
- Lampetra lamottei Lesueur. — Lamproie de l'Est — American brook lamprey|(American Brook Lamprey).
- Lepomis gibbosus Linnaeus. — Crapet soleil, Crapet jaune, Perche-soleil, Montre d'or. — (Pumpkinseed, Pumpkinseed sunfish, Yellow sunfish, Common sunfish, Sun bass).
- Luxilus cornutus Rafinesque — Méné à nageoires rouges — (Common shiner).
- Margariscus margarita Cope. — Mulet perlé. — (Allegheny Pearl Dace).
- Micropterus dolomieu Lacepede. — Achigan à petite bouche. — (Smallmouth bass, Bronzeback, Brown bass, Brownie, Smallie, Bronze bass, and Bareback bass).
- Percina caprodes Rafinesque. — Fouille-roche zébré, Dard-perche. —(Logperch).
- Percopsis omiscomaycus Walbaum. — Omisco — (Trout-perch, Grounder, Sand minnow).
- Petromyzon marinus Linneaus — Lamproie marine — (Sea lamprey).
- Pimephales notatus Rafinesque. — Méné à museau arrondi — (Bluntnose minnow).
- Rhinichthys atratulus Herman. — Naseux noir de l'Est — (Eastern blacknose dace).
- Rhinichthys cataractae Valenciennes. — Naseux des rapides — (Longnose dace).
- Salvelinus fontinalis Mitchill. — Omble de fontaine — (Brook trout).
- Semotilus atromaculatus Mitchill. — Mulet à cornes. — (Creek chub).
- Semotilus corporalis Mitchill. — Ouitouche, Poisson blanc, Mulet. — (Fallfish, American Chub, Chivin, Corporal, Dace, Mohawk, Pennsylvania Giant Chub, Rough-nosed Chub, Shining Dace, Silver Chub, Windfish).
- Stizostedion vitreum Mittchill. — Doré jaune. — (Walleye)[24].

## Photographies

Rivière Sainte-Anne
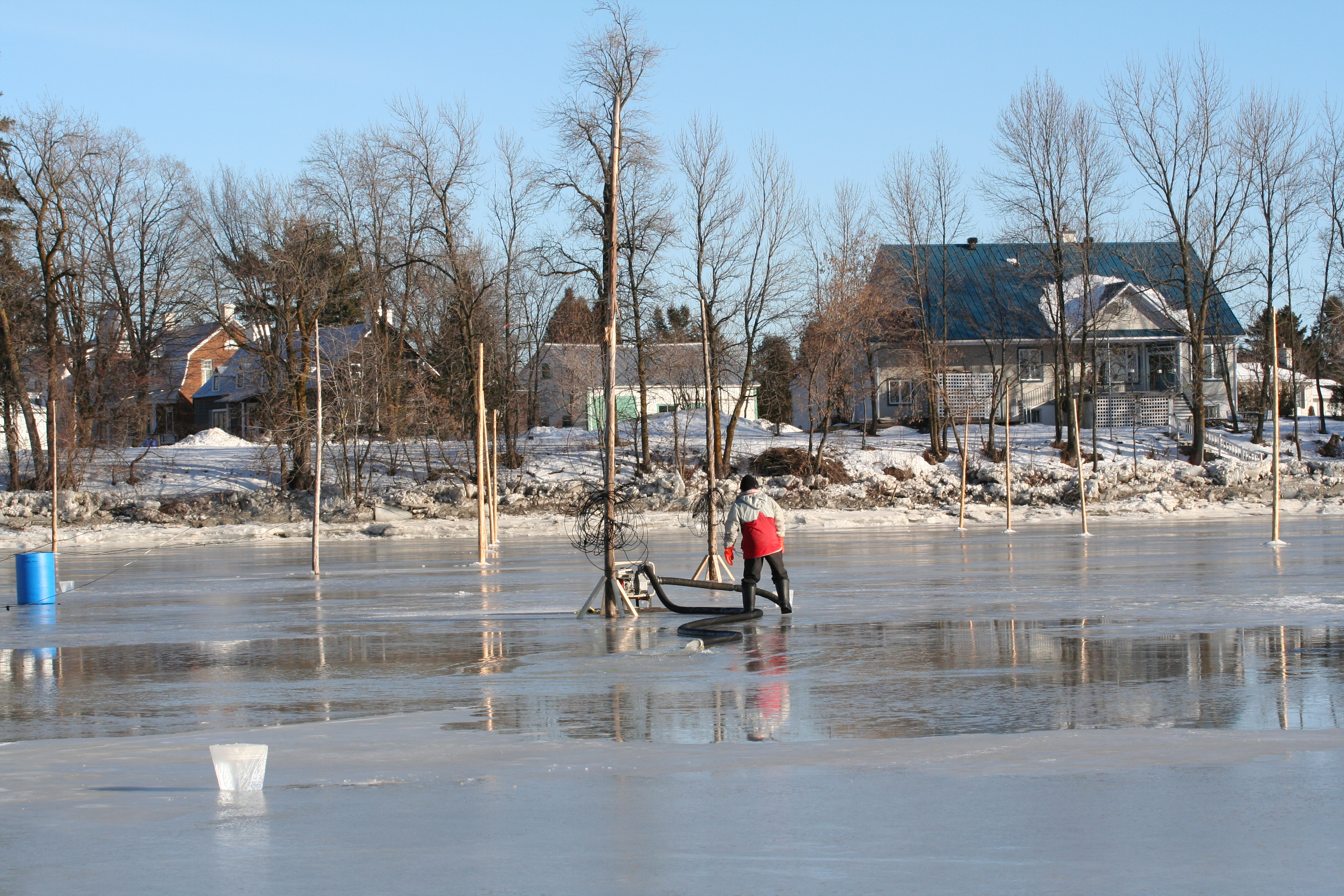
Chemin de glace sur la rivière à quelques mètres du fleuve Saint-Laurent
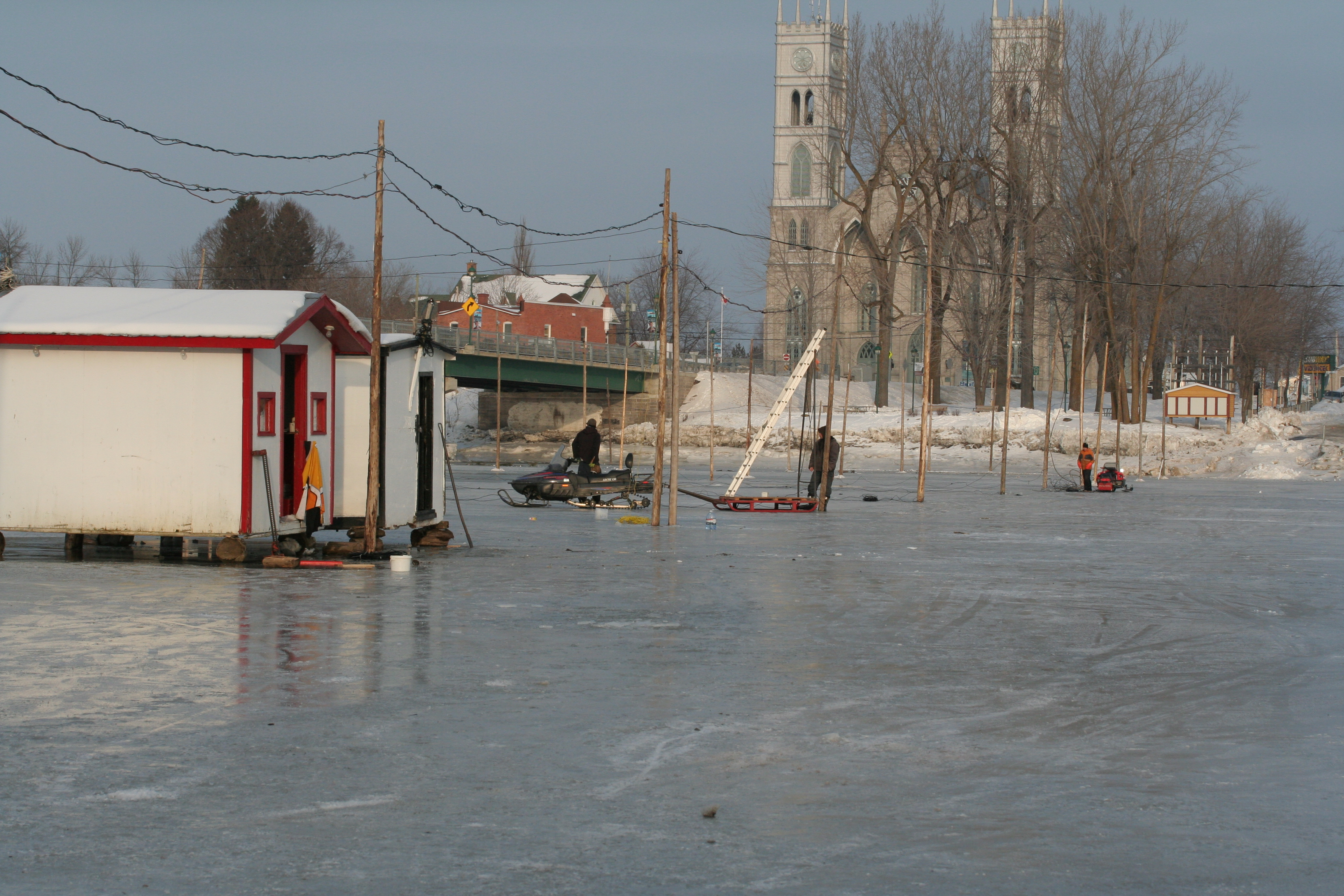
Installation du réseau électrique
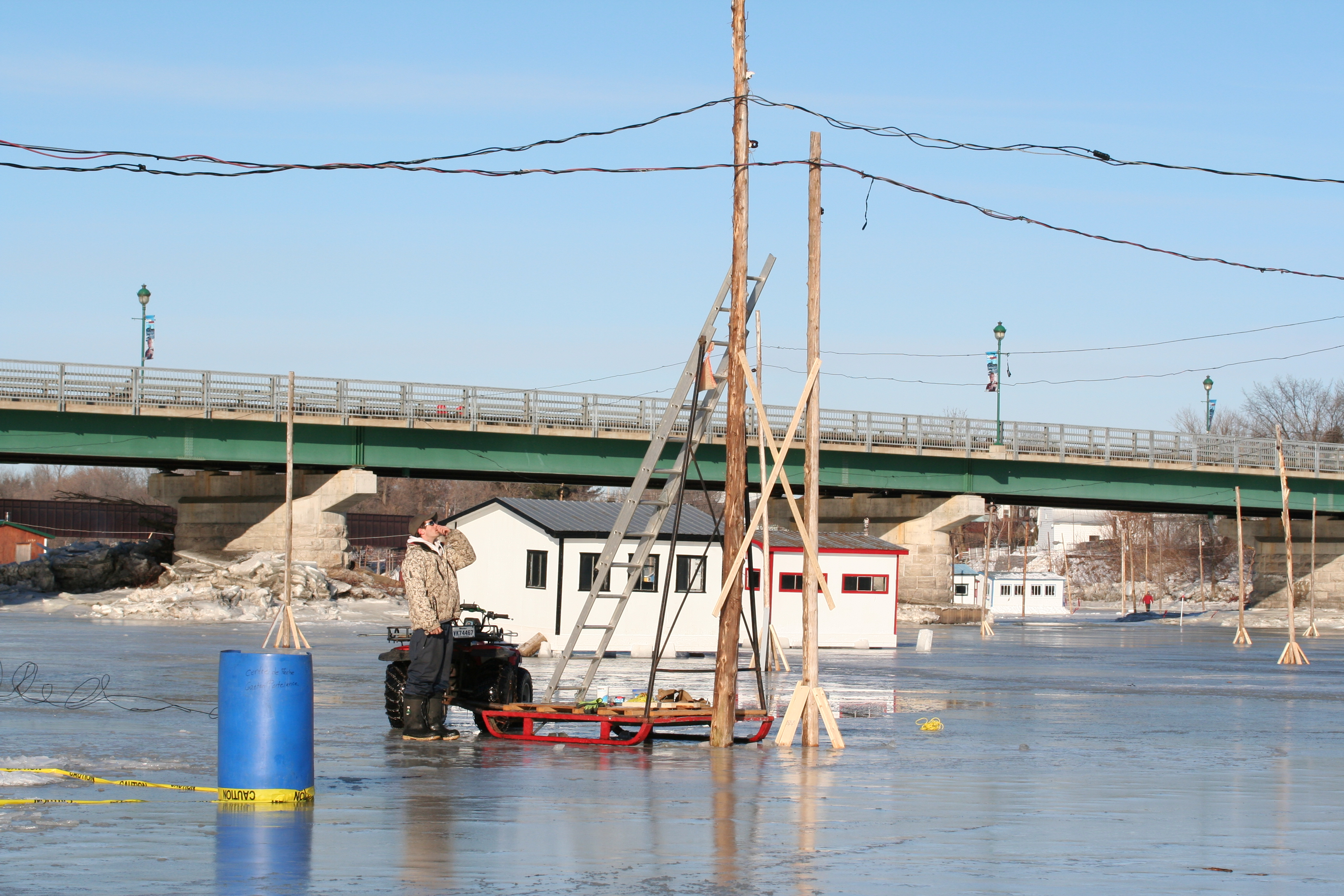
Poteaux et fils électriques
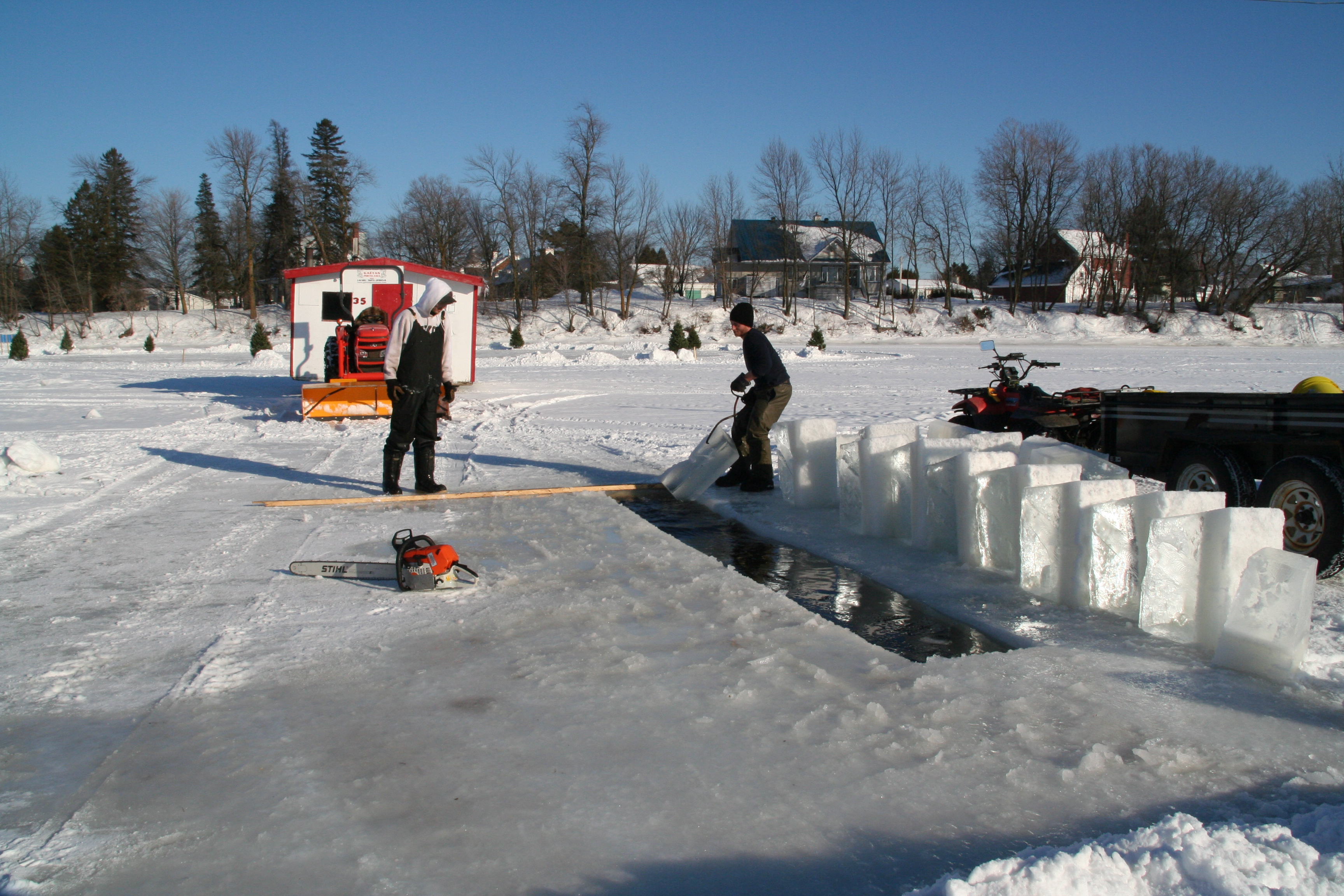
Trou et blocs de glace
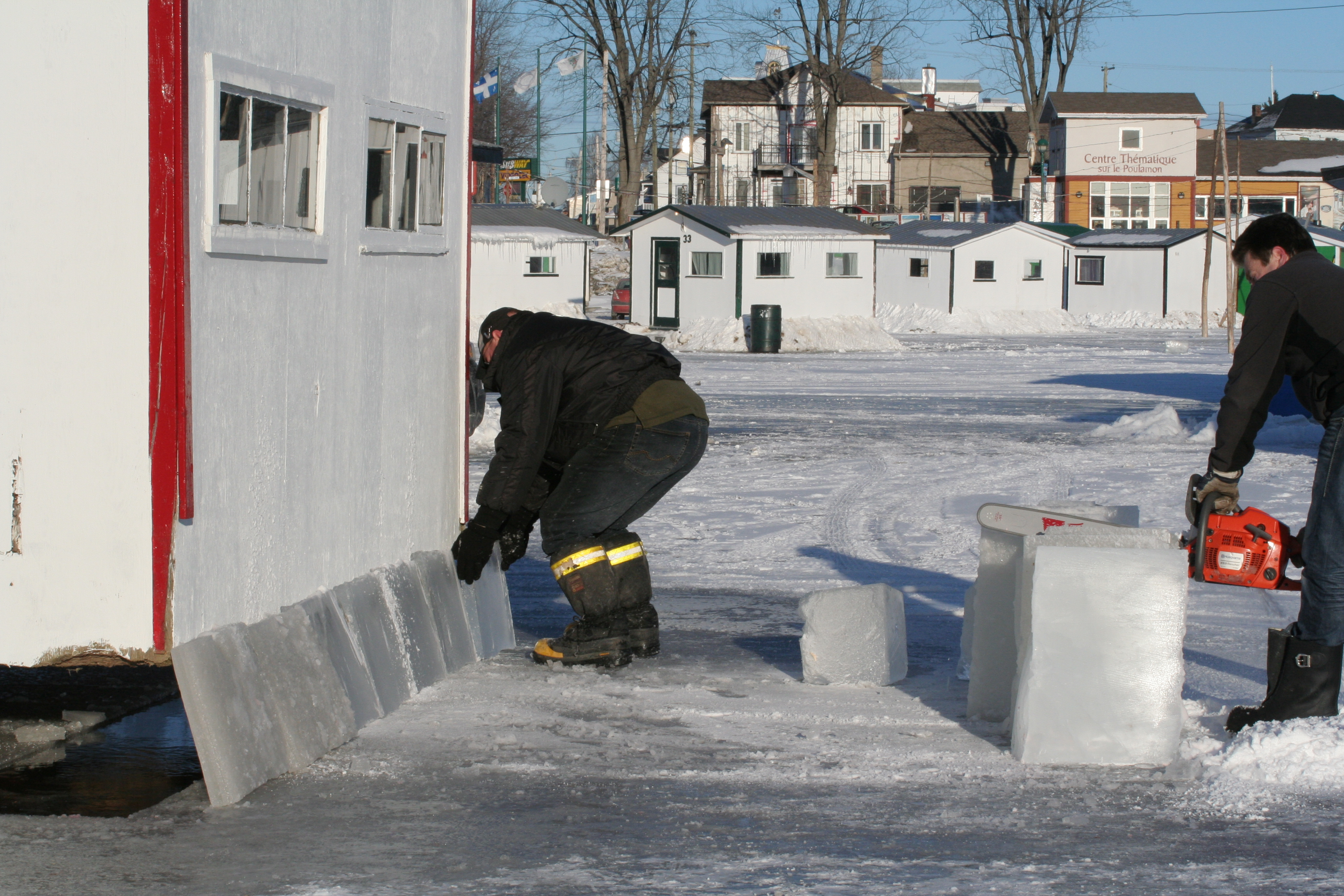
Rechaussement d'une cabane avec de la glace, qui sera recouverte de neige

- Crue printanière, église paroissiale, pont sur le Chemin du Roy
- Forêt dans la vallée du Bras du Nord
- Saint-Raymond, rivière Bras-du-Nord (Sainte-Anne)
- Saint-Alban, rivière Noire, dévidoir du lac Long
- Le barrage de la Chute Ford, sur la rivière Sainte-Anne, dans les environs de Sainte-Christine-d'Auvergne.

Constante évolution de pratiques millénaires
Pêche sur la glace sur la rivière Sainte-Anne (Les Chenaux)

- Microgadus tomcodal. -Poulamon Atlantique. -Atlantic Tomcod (Walbaum) -Petit poisson des chenaux. -Poisson de Noël. -Loche -(Tommy Cod).
- Plus ou moins du 26 décembre au 16 février

- Au cœur de Sainte-Anne-de-la-Pérade, s'érige un autre village
- Renforcement de la glace en arrosant
- Installation du réseau électrique
- Poteaux et fils électriques
- Trou et blocs de glace
- Rechaussement d'une cabane avec de la glace, qui sera recouverte de neige